# Stazione di Niort
La stazione di Niort (in francese Gare de Niort) è la principale stazione ferroviaria di Niort, Francia.